# Чувашская народная сказка
Чувашская народная сказка (сказка на чувашском — юмах) — эпическое художественное произведение чувашского народа, преимущественно прозаического, волшебного и авантюрного или бытового характера с установкой на вымысел; один из основных жанров фольклорной прозы.
На чувашских сказках лежит печать старинного быта, обычаев, порядков чувашского народа. В своих сказках чувашский народ пытался высказать своё национальное мироощущение, наставить своих детей жизненной мудрости, поднимал нравственные, семейные, бытовые вопросы.

## Изучение
Истоки чувашских народных сказок лежат как в народном фольклоре, так и в книжных, литературных сюжетах.
Некоторые сказочные сюжеты из произведений других народов вошли в устное творчество чувашского народа. Это связано с наличием культурных связей Поволжского региона со странами Востока, знакомством народа с мусульманской письменностью и книжной культурой.
Сюжеты известных в народе произведений упрощались, передавались из поколения в поколение в устной форме, частично заменялись народными традициями, становились частью национального сказочного репертуара. При этом сохранялась основа сюжета.
Записями чувашских сказок занимались фольклорные экспедиции на территории Чувашии, Татарии, Башкирии. Чувашские сказки собирали и изучали многие чувашские писатели, среди которых поэт Константин Иванов, Николай Шубоссинни.
В рукописном фонде Н. А. Ашмарина содержатся около 500 чувашских сказок.

## Классификация сказок
Виды чувашских народных сказок разнообразны и носят в научном обороте различные названия:
- о животных;
- волшебные;
- героические;
- бытовые;
- новеллистические (включает анекдотические и эротические);
- легендарные;
- детские.

## Список некоторых народных сказок
- Дети Ветра